# Revierpark Mattlerbusch

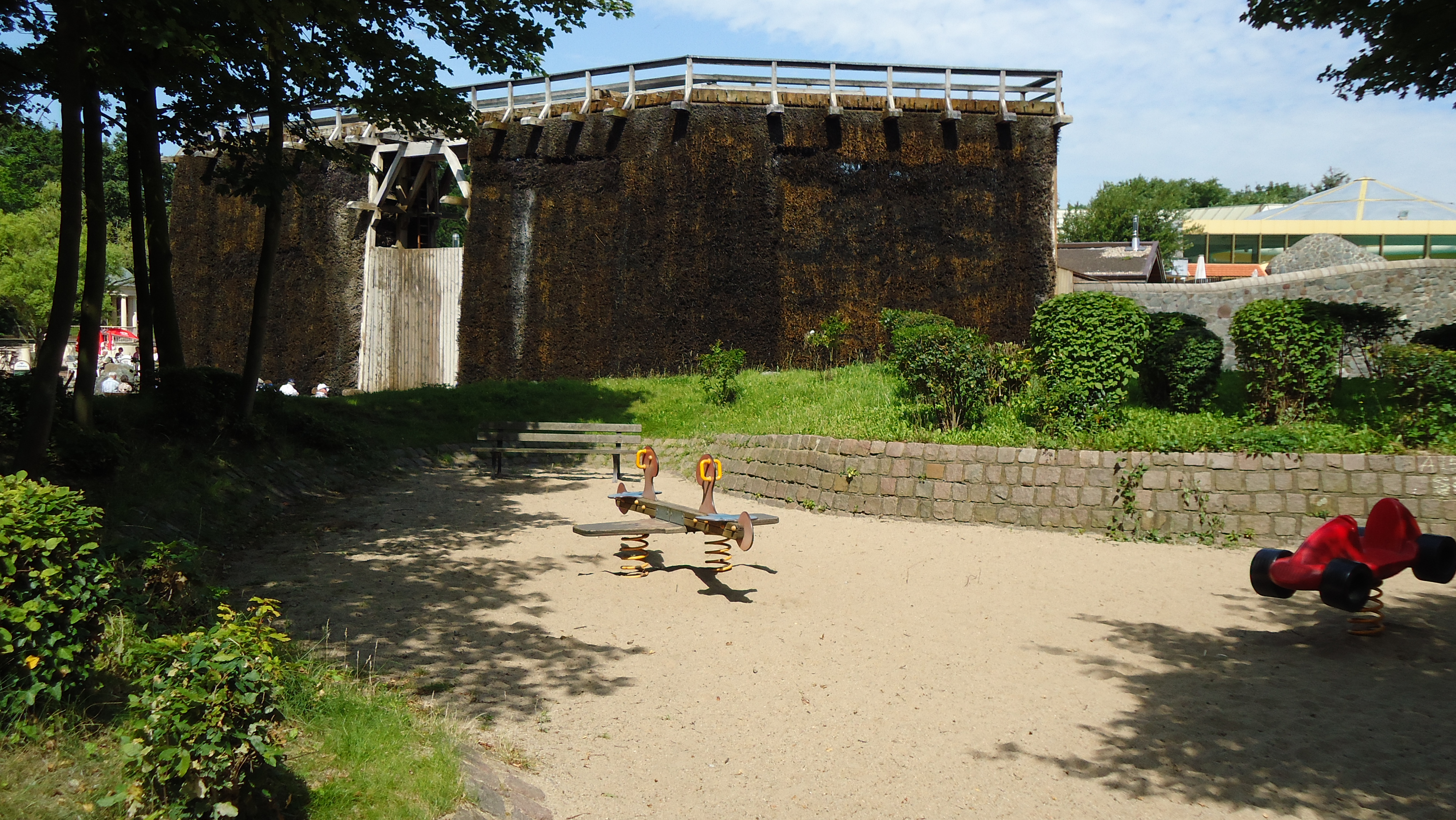
Gradierwerk

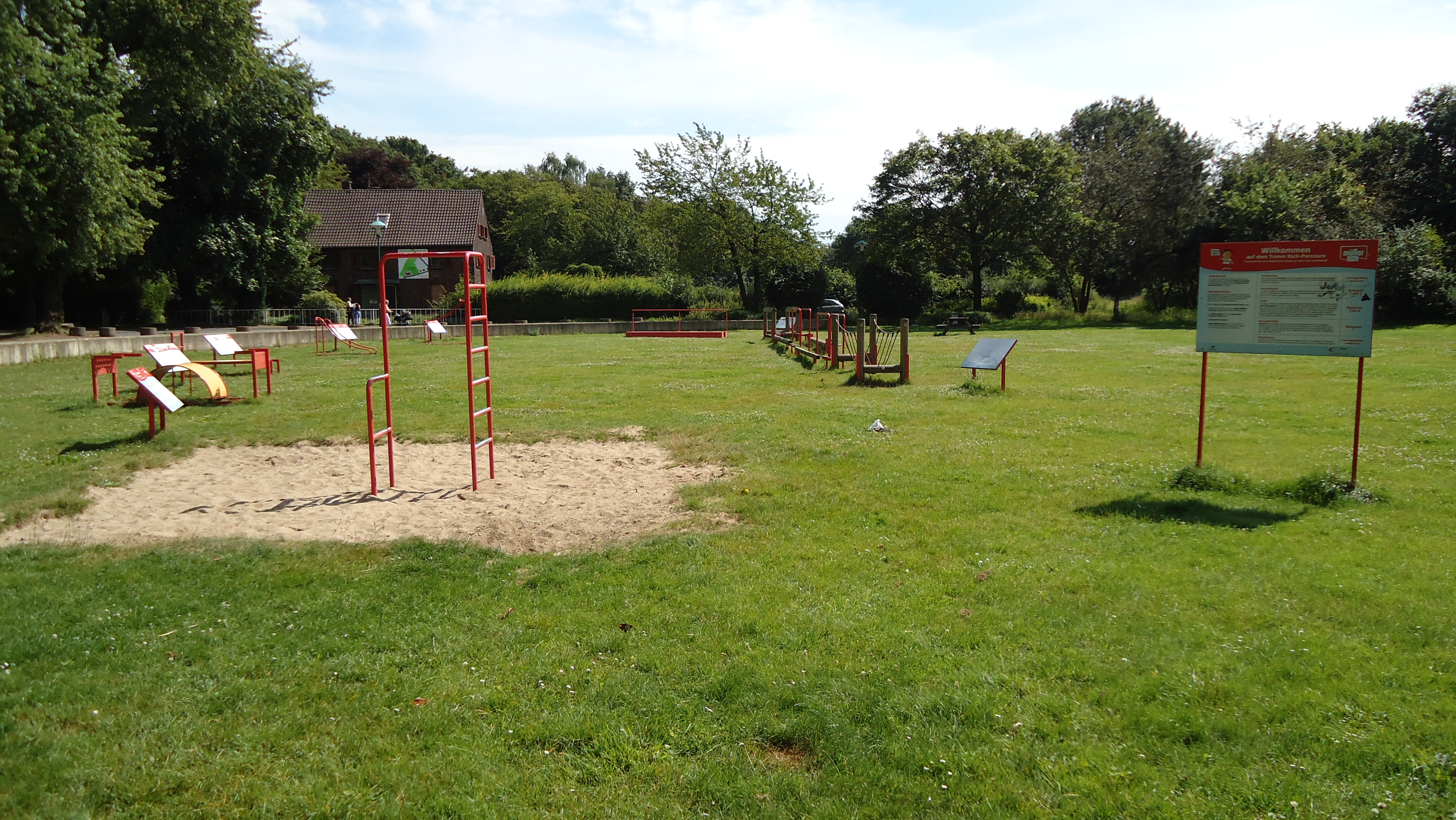
Trimmpfad

Der Revierpark Mattlerbusch ist ein Erholungspark im Duisburger Stadtbezirk Hamborn an der Stadtgrenze zu Oberhausen.
Der Gedanke der Revierparks geht zurück auf ein Konzept des Siedlungsverbands Ruhrkohlenbezirk.  Umgesetzt wurde die Idee allerdings erst im Laufe der 1970er Jahre vom Kommunalverband Ruhrgebiet.
Der Park im Duisburger Norden entstand erst im Jahre 1979 um den historischen Mattlerhof als letzter der insgesamt fünf Revierparks im Ruhrgebiet. Die Grundfläche des Parks beträgt 45 ha. Zusammen mit den westlich angrenzenden Grünflächen und Kleingärten umfasst das Erholungsgebiet eine Fläche von knapp 80 ha.
Der Park mit seinen großen Bäumen, weitläufig angelegten Wiesen und einem Natursee bietet ein breites Freizeitangebot: die Niederrhein-Therme als modernes Freizeitbad mit einem Gradierwerk, einer Salzgrotte und Saunalandschaft sowie weitere Spiel- und Sportplätze. Lebensraum für seltene Pflanzen bietet ein eigens eingerichtetes Feuchtbiotop. Im Mattlerhof finden regelmäßig Veranstaltungen statt. Besonderer Beliebtheit erfreut sich das Brauhaus des Hofes. Der Reiterhof bietet Ponyreiten und Planwagenfahrten an. Er ist ein Ausflugspunkt nahe gelegener Schulen, um den Kindern den Umgang mit landwirtschaftlichen Nutztieren zu zeigen.
In den letzten Jahren wurde das Gelände aufgeforstet, renoviert und teils modernisiert. Der ursprüngliche Wald blieb dabei erhalten.
Man kann, vor allem im Sommer, gemütlich spazieren gehen, auf einer Bank im Grünen sitzen, Rad fahren oder den vorhandenen „Trimm-dich“ Pfad nutzen. Der Revierpark wird gern von den Menschen aus den nahe gelegenen Siedlungen auf Duisburger- und Oberhausener Seite genutzt. Durch seine Lage und sein Angebot an Freizeit- und Entspannungsmöglichkeiten ist er jedoch auch Anziehungspunkt für Menschen außerhalb Duisburgs.
Als Besonderheit darf die Buslinie 905 der DVG das Parkgelände auf ihrem Weg von Duisburg-Fahrn nach Oberhausen-Holten durchqueren.